# Oʻtkirbek Haydarov
Oʻtkirbek Haydarov (russisch Уткирбек Хайдаров Utkirbek Chaidarow; * 25. Januar 1974 in Andijon) ist ein ehemaliger usbekischer Boxer. Haydarov gewann bei Weltmeisterschaften die Bronzemedaille 2005, die Silbermedaille 2001, und die Goldmedaille 1999, bei den Asienspielen 2002 die Goldmedaille, bei den Asienmeisterschaften 2005 die Silbermedaille und bei den Olympischen Spielen 2004. Außerdem war er Teilnehmer der Olympischen Spiele 2000. 

## Karriere
1999 nahm Haydarov im Mittelgewicht (-75 kg) an den Weltmeisterschaften teil und erreichte nach Siegen über Jim Rodriguez, Venezuela (11:4), Salvatore Munno, Italien (6:4), und Evgeniy Kazantsev, Russland (18:3), das Finale, welches er gegen Adrian Diaconu, Rumänien (6:1), gewann und somit Weltmeister wurde.
Bei den Olympischen Spielen 2000 traf Haydarov bereits im ersten Kampf auf den späteren Silbermedaillengewinner Gaidarbek Gaidarbekow, Russland, der bei den Weltmeisterschaften nicht teilgenommen hatte, und schied gegen diesen knapp aus (11:10). Im Folgejahr nahm er an den Goodwill Games in Brisbane teil, schied aber auch hier gegen Gaidarbekow früh aus (RSC 1.). 
Bei den Weltmeisterschaften 2001 erkämpfte sich Haydarov durch Siege über Anthony St.Clair, Trinidad und Tobago (RSC 2.), Lucian Bute, Rumänien (23:18), Oleg Maschkin, Ukraine (37:23), und Yordanis Despaigne, Kuba (29:28), und einer Finalniederlage gegen Andrei Gogolew, Russland (36:29), die Silbermedaille.
2002 wechselte Haydarov in das Halbschwergewicht und gewann die Goldmedaille bei den Asienspielen und bei den Weltmeisterschaften im Jahr darauf erreichte er nach Siegen über Khotso Motau, Südafrika (17:3), Suriya Prasathinpimai, Thailand (21:6), und Javid Taghiev, Aserbaidschan (25:14), das Viertelfinale, welches er jedoch gegen Yordanis Despaigne, Kuba (33:13), verlor.
Bei den Olympischen Spielen 2004 erkämpfte sich Haydarov die Bronzemedaille. Er gewann gegen Isaac Ekpo, Nigeria (21:11), Abdelhani Kinzi, Algerien (31:19), und İhsan Yıldırım Tarhan, Türkei (16:11), bevor er sich im Halbfinale dem späteren Olympiasieger Andre Ward, USA (17:15), geschlagen geben musste und dadurch die olympische Bronzemedaille gewann.
2005 startete Haydarov wieder bei den Weltmeisterschaften und bestätigte seinen Erfolg bei den Olympischen Spielen des Vorjahres. Nach Siegen Terwel Pulew, Bulgarien (30:15), Mohamed Akli Amari, Algerien (RSC), und Jegor Mechonzew, Russland (39:29), erreichte er wieder das Halbfinale, welches er gegen Jerdos Dschanabergenow, Kasachstan (36:31), verlor und belegte damit den dritten Platz. Beim Finale der Asienmeisterschaften desselben Jahres traf er ebenfalls auf Dschanabergenow und musste sich ihm auch dort geschlagen geben. 
Bei den Asienspielen 2006 bestritt Haydarov seine letzten internationalen Meisterschaften und schied hier bereits im Viertelfinale gegen Mehdi Ghorbani, Iran (31:18), aus.
| Personendaten    | Personendaten       |
| ---------------- | ------------------- |
| NAME             | Haydarov, Oʻtkirbek |
| ALTERNATIVNAMEN  | Chaidarow, Utkirbek |
| KURZBESCHREIBUNG | usbekischer Boxer   |
| GEBURTSDATUM     | 25. Januar 1974     |
| GEBURTSORT       | Andijon             |